# Emili Vilalta i Vila
Emili Vilalta i Vila (Barcelona, 13 de setembre del 1867 - Barcelona, gener del 1930) va ser un compositor i pianista català.

## Biografia
Estudià
amb els mestres Barba (Anselm Barba?) i Vidiella (Carles G. Vidiella?), així com feu Harmonia amb Enric Morera. També fou deixeble d'Isaac Albèniz, que posteriorment va acompanyar en un seguit de concerts a dos pianos al «cafè Colón» de Barcelona. El gran pianista li feu dedicatòria de la peça Sous le palmier, danse espagnole.
Vilalta es dedicà fonamentalment a l'ensenyament de la música, i alumnes seus destacats foren els propis fill, Alexandre Vilalta, que esdevindria un pianista d'anomenada, i Emili Vilalta (Barcelona, 1904-Barcelona, 1974), que seria violinista i tindria una orquestra pròpia.
En tant que compositor, se li coneixen música instrumental, sardanes i peces de ball.

## Obres
- Anís Perla (1892), polca per a piano. Peça de publicitat, n'hi ha versió per a quintet de corda i piano[6]
- Barcarola, per a piano
- Bolero (1911), per a piano
- Els enamorats, sardana
- La font de Miralles, sardana
- Mi cantar de amor, per a piano[7]
- Las Mondongueras, sarsuela ab 1 acte y 3 quadros, costúms aragoneses (1909), llibret de Ricard Forga i Clarà
- Nocturno (1890), per a piano
- Los ojos de mi trigueño, lletra de Fernando Olmedo
- Recordant en Juli Garreta, sardana instrumentada per a orquestrina
- Sevilla (1895), vals-jota per a piano
- Souvenir (1911), vals Boston per a piano